# Ertso-Tianeti

La regione storica di Ertso-Tianeti nella Georgia.

Ertso-Tianeti (georgiano: ერწო-თიანეთი; nome composto da Ertso, ერწო, e Tianeti, თიანეთი) è una piccola regione storico-geografica situata nella Georgia orientale, lungo la valle del corso superiore del fiume Iori in ciò che adesso è il distretto di Tianeti nella regione di Mtskheta-Mtianeti.
Ertso-Tianeti è situata nella zona pedemontana meridionale della catena del Caucaso Maggiore. I suoi confini storici sono: Pshavi a nord, Kakheti a sud e ad est, e l'Aragvi a ovest. Ertso-Tianeti viene per la prima volta menzionata nei resoconti dell'XI secolo relativi alla storia dei primi anni del decennio che va dal 330 al 340 riguardo alla conversione della Georgia (Iberia) al Cristianesimo. Nel 1614, la regione fu virtualmente spopolata a causa dell'invasione persiana del regno di Kakheti di cui Ertso-Tianeti faceva parte. I villaggi sgomberati furono successivamente ripopolati da migranti provenienti dai vicini distretti montani della Georgia.

## Fonti
- (KA)  Storia del distretto di Tianeti. L'amministrazione regionale di Mtskheta-Mtianeti (sito web). Consultato il 19 agosto del 2007.